# Alfredo Vargas
Alfredo Enrique Vargas-Hirsch (fallecido el 6 de noviembre de 1997) fue un diplomático venezolano. Alfredo sirvió como embajador de Venezuela en Jamaica durante dos años hasta su muerte en 1997. Alfredo fue asesinado con un disparo en su apartamento en Kingston el 6 de noviembre de 1997 y fue declarado muerto tras llegar a un hospital. Los vecinos declararon haber oído una detonación procedente del apartamento alrededor de las 2:30 a.m. Para entonces, la policía declaró que no había indicios de robo y que seguía investigando el motivo del ataque.